# One Prudential Plaza
One Prudential Plaza is een wolkenkrabber in Chicago, Verenigde Staten. Het gebouw staat op 130 East Randolph Street. De bouw van de kantoortoren begon in 1952 en werd in 1955 voltooid.
Het gebouw stond vroeger bekend als "The Prudential Building". Daarnaast wordt het gebouw soms ook "One Pru" en het "Prudential Building" genoemd.

## Ontwerp
One Prudential Plaza is 183,19 meter hoog en telt 41 verdiepingen. Met de antenne meegerekend is het gebouw 278 meter hoog. Het gebouw heeft een totale oppervlakte van 163.787 vierkante meter en is door Naess and Murphy ontworpen.
Het gebouw bevat kantoorruimte, een restaurant, een metrostation en een parkeergarage. Tot 1955 bevatte het gebouw de snelste liften in de wereld. Bij de opening bevatte het gebouw een van de grootste parkeergarages in een kantoorgebouw ter wereld en het hoogste dak van de stad. Alleen het beeld van Ceres op het Chicago Board of Trade Building was toen hoger. De gevel van het gebouw bestaat uit verticale banden van kalksteen en aluminium.
In mei 2006 werd het gebouw, samen met Two Prudential Plaza, voor $ 470.000.000 verkocht aan BentleyForbes.
Willis Tower · Trump International Hotel and Tower · Aon Center · John Hancock Center · AT&T Corporate Center · Two Prudential Plaza · 311 South Wacker Drive · Aqua · 900 North Michigan · Water Tower Place · Chase Tower · Park Tower · The Legacy at Millennium Park · 300 North LaSalle · Three First National Plaza · Chicago Title and Trust Center · One Museum Park · Olympia Centre · 330 North Wabash · 111 South Wacker · 181 West Madison · Hyatt Center · One Magnificent Mile · 340 on the Park · 77 West Wacker Drive · UBS Tower · Richard J. Daley Center · 55 East Erie · Lake Point Tower · River East Center · Grand Plaza I · Leo Burnett Building · The Heritage at Millennium Park · NBC Tower · Millennium Centre · Chicago Place · Chicago Board of Trade Building · One Prudential Plaza · CNA Center · Heller International Building · Madison Plaza · 1000 Lake Shore Plaza